# Otilia Ruicu-Eșanu
Otilia Ruicu-Eșanu (n. Ruicu, n. 20 august 1978, Lugoj, Republica Socialistă România, România) este o fostă alergătoare română, specializată în proba de 400 de metri.

## Carieră
Nascută în Lugoj, a crescut în Caransebeș. A început atletismul când era în clasa a 8-a. Prima ei performanță notabilă a fost la Campionatul Mondial de Juniori (sub 20) din 1996 de la Sydney. La 400 m a obținut locul 6 și cu ștafeta României de 4×400 m a câștigat medalia de argint.
În 1998 ea a participat la Campionatul European de la Budapesta, unde ștafeta României (Otilia Ruicu, Alina Rîpanu, Mariana Florea, Ionela Târlea) a obținut locul 4. Anul următor, la Cupa Europei de la Paris a câștigat medalia de argint cu ștafeta României (Otilia Ruicu, Alina Rîpanu, Ana Maria Barbu, Ionela Târlea), stabilind un nou record național cu un timp de 3:25,68 min. Tot în 1999 a câștigat două medalii la Campionatul European de Tineret (U23) de la Göteborg, una de aur la 400 m și un de bronz la 4x400 m.
La Campionatul European în sală din 2000 de la Gent a câștigat medalia de bronz cu ștafeta României (Georgeta Lazăr, Anca Safta, Otilia Ruicu, Alina Rîpanu) și în proba de 400 m s-a clasat pe locul 11. În același an a participat la Jocurile Olimpice. La Sydney a ajuns în sferturi. La Universiada din 2001 de la Beijing a câștigat medalia de argint. Mai a fost la Jocurile Olimpice din 2004, dar nu a luat startul.
Otilia Ruicu-Eșanu a fost de cinci ori consecutiv (1998-2002) campioană națională.
În 2004 ea a primit Medalia „Meritul Sportiv” clasa I.

## Palmares
| An   | Competiție                              | Locație                   | Loc | Eveniment | Note       |
| ---- | --------------------------------------- | ------------------------- | --- | --------- | ---------- |
| 1996 | Campionatul Mondial de Juniori (sub 20) | Sydney, Australia         | 6   | 400 m     | 53,87      |
| 1996 | Campionatul Mondial de Juniori (sub 20) | Sydney, Australia         | 2   | 4 × 400 m | 3:32,16    |
| 1998 | Campionatul European                    | Budapesta, Ungaria        | 14  | 400 m     | 53,17      |
| 1998 | Campionatul European                    | Budapesta, Ungaria        | 4   | 4 × 400 m | 3:27,24    |
| 1999 | Cupa Europei                            | Paris, Franța             | 2   | 4 × 400 m | 3:25,68 RN |
| 1999 | Universiada                             | Palma de Mallorca, Spania | 5   | 400 m     | 51,50      |
| 1999 | Campionatul European de Tineret (U23)   | Göteborg, Suedia          | 1   | 400 m     | 51,93      |
| 1999 | Campionatul European de Tineret (U23)   | Göteborg, Suedia          | 3   | 4 × 400 m | 3:31,71    |
| 1999 | Campionatul Mondial                     | Sevilla, Spania           | 20  | 400 m     | 51,86      |
| 2000 | Campionatul European în sală            | Gent, Belgia              | 11  | 400 m     | 53,44      |
| 2000 | Campionatul European în sală            | Gent, Belgia              | 3   | 4 × 400 m | 3:36,28    |
| 2000 | Jocurile Olimpice                       | Sydney, Australia         | 22  | 400 m     | 52,28      |
| 2001 | Jocurile Francofoniei                   | Ottawa, Canada            | 4   | 400 m     | 52,33      |
| 2001 | Campionatul Mondia                      | Edmonton, Canada          | 24  | 400 m     | 52,33      |
| 2001 | Universiada                             | Beijing, China            | 2   | 400 m     | 51,82      |
| 2002 | Campionatul European                    | München, Germania         | 17  | 400 m     | 53,35      |

## Recorduri personale
| Probă           | Performanță | Dată              | Locație |
| --------------- | ----------- | ----------------- | ------- |
| 400 m           | 51,47       | 30 iunie 2001     | Funchal |
| 4x400 m         | 3:25,68 RN  | 20 iunie 1999     | Paris   |
| 400 m în sală   | 53,40       | 25 februarie 2000 | Gent    |
| 4x400 m în sală | 3:36,28     | 27 februarie 2000 | Gent    |